# Економіка АР Крим

## Промисловість
У структурі промислового виробництва найбільшу питому вагу мають харчова, хімічна і нафтохімічна галузі, машинобудування та металообробка, паливна промисловість. У структурі виробництва товарів народного споживання частка продовольчих товарів становить 60%. Загалом у регіоні на самостійному балансі перебуває 291 промислове підприємство, функціонує 1002 малих промислових підприємства.
Промислове виробництво займає одне з найважливіших місць в економіці Автономної Республіки Крим. В наш час[коли?] у галузях економіки Автономної Республіки Крим промисловість відіграє основну роль при тому, що в її галузях зайнято тільки 17% працюючих. Вартість промислових підприємств становить 23,1% вартості всіх основних фондів.
Промисловість Автономної Республіки Крим має широкий спектр видів економічної діяльності, причому частка видобувної промисловості – 7,6% загального обсягу виробництва, обробної – 76,0%, виробництва та розподілу електроенергії, тепла, газу та води – 15,8%. Головне місце належить таким видам економічної діяльності обробної промисловості, як харчова промисловість (32,1%), хімічна (20,6%) та машинобудування з металургією (17,3%), на які приходиться 70% загального обсягу виробництва.
Підприємства харчової промисловості виробляють м'ясні продукти, ковбасні вироби, масло тваринне, молочні продукти, сири, олію, консерви, кондитерські вироби, крупи та борошно, лікеро-горілчані вироби, хліб та хлібобулочні вироби, мінеральні води і прохолодні напої, тютюнові вироби та інше.
Легка промисловість Автономної Республіки Крим представлена 15 підприємствами, що випускають бавовняні тканини, панчішно-шкарпеткові, шкіргалантерейні, трикотажні, швейні вироби, шкіряне взуття, фурнітуру.
Питома вага хімічної галузі становить 20,6% від загального обсягу промислового виробництва республіки. У Криму розташовані найбільші хімічні підприємства, які виступають монополістами в Україні й у країнах СНД та виробляють унікальну конкурентноздатну на європейському та світовому ринках продукцію. Ключовими підприємствами галузі (93,7%) та північно-кримського регіону є ДАК "Титан" та ВАТ "Кримський содовий завод". Перспективами для хімічної промисловості є впровадження енергозберігаючих та екологічних технологій, збільшення обсягу виробництва соди кальцинованої, синтетичних миючих засобів та товарів побутової хімії, полімерних труб для газопроводів підземної прокладки, організація виробництва продуктів на основі йоду. Особлива увага приділяється використанню вторинних ресурсів, оскільки на території Автономної Республіки Крим (місто Красноперекопськ) розташовано ВАТ "Полівтор" – єдине підприємство на півдні України, яке володіє технологією з переробки відходів полімерів, що дозволяє організувати систему збору та утилізації вторинних полімерних матеріалів.
Перспективним напрямком у розвитку скляної промисловості залишається забезпечення потреб кримської харчової промисловості склотарою, відновлення виробництва художнього скла та сувенірів зі скла. Планується комплексна робота з переходу виробників міцних алкогольних напоїв на використання продукції кримської скляної промисловості.
Машинобудівна галузь представлена 12 науковими установами та 67 підприємствами.

## Сільське господарство
Основними галузями рослинництва є вирощування зернових, овочівництво, садівництво, виноградарство; тваринництва - молочне скотарство, птахівництво, вівчарство.
Кліматичні умови та ресурси Кримського півострова визначають індустріально-аграрний розвиток регіону. Сільськогосподарську діяльність здійснюють 370 сільськогосподарських підприємств, у тому числі 335 – недержавні, з них 121 – сільськогосподарські виробничі кооперативи, 107 – товариства з обмеженою відповідальністю, 50 – приватні підприємства, 27 – відкриті акціонерні товариства, 16 – закриті акціонерні товариства, 14 – інші недержавні підприємства.
В агропромисловому комплексі Автономної Республіки Крим в результаті реформування 220 колективних сільськогосподарських підприємств створено 611 нових агроформувань.

## Транспорт
Автономна Республіка Крим володіє розвиненою транспортною інфраструктурою.

### Автомобільне сполучення
Вантажні та пасажирські автомобільні перевезення автопідприємствами республіки здійснюються в міському, приміському, міжміському та міжнародному напрямку.
Автобусне сполучення організоване в усіх містах та районах Криму. Воно охоплює 800 населених пунктів або 93% від загальної кількості.

### Автомобільні шляхи
Довжина автомобільних шляхів республіки становить 6260,5 км, (усі з твердим покриттям)у тому числі (на 01.01.08):
- автошляхи загальнодержавного значення – 1183,5 км;
- автошляхи місцевого значення - 5092,0 км;
- автошляхи районного значення - 4257,8 км.

Крім того, на балансі підприємств АР Крим знаходяться автошляхи довжиною 6282,1 км. Показник щільності автодоріг загального користування в автономії дорівнює 240 км на 1000 кв.км території.
Міста, районні центри та центральні садиби сільськогосподарських підприємств, а також 993 сільських населених пункти зв'язані з автошляхами загального користування під'їздами з твердим типом покриття.

### Повітряне сполучення
Державний міжнародний аеропорт "Сімферополь" може приймати повітряні судна будь-якого класу в будь-який час доби. За своєю потужністю аеропорт може обслужити 14-15 тисяч літако-вилетів. Аеропорт зв'язаний із Сімферополем та курортними містами Криму тролейбусним та автобусним сполученням, а також маршрутними таксомоторними перевезеннями. Аеропорт має зал VIP, бізнес-зал, торгову мережу, готель. Крім цього, у Криму пасажирськими перевезеннями займається аеропорт "Керч", вантажними – аеропорт "Джанкой".

### Залізничне сполучення
Експлуатаційна довжина залізниць загального користування становить 645,3 км, з них електрифікованих – 262,1 км (40,6%), що обслуговуються тепловою тягою – 383,2 км (59,4).
Сімферополь має залізничне сполучення з великими вузловими станціями України і Росії, у тому числі із містами Київ, Львів, Одеса, Харків, Донецьк, Москва, Санкт-Петербург та іншими.
На 40 залізничних станціях Криму здійснюється вантажна робота. Три залізничні станції (Сімферополь, Євпаторія – курорт та Феодосія) займаються тільки пасажирськими перевезеннями. 
Основні залізничні вузли – Сімферополь, Севастополь, Джанкой, Красноперекопськ, Феодосія, Керч, Чонгар.

### Морський зв’язок
Морськими воротами Криму є чотири морських торговельних порти (без міста Севастополя) – Євпаторійський, Керченський, Феодосійський, Ялтинський морський торговельний порт та Державна судноплавна компанія «Керченська поромна переправа», що базується в порту «Крим».
Порти є сучасними високомеханізованими підприємствами по перевалці генеральних, навалювальних та наливних вантажів.
Маючи достатній причальний фронт, сучасну перевантажувальну техніку, засоби, що забезпечують безпеку мореплавання, вони можуть приймати вантажні судна вагою (дедвейтом) 10 тисяч тонн. Річна потужністьпереробки вантажів кримськими портами становить 10930 тисяч тонн.
Ялтинський морський торговельний порт приймає круїзні судна як під українським прапором, так і під прапорами інших країн.
Керченська поромна переправа з'єднує через Керченську протоку морськими лініями Крим з Краснодарським краєм Російської Федерації, через яку за допомогою поромів перевозять пасажирів, легкові та вантажні автомобілі.

## Зовнішньоекономічна діяльність
У Криму створені умови для стабільного розвитку зовнішньоекономічної діяльності. Завдяки цьому автономія досягла певного нарощування обсягів експорту, зниження обсягів імпорту та обсягів товарообмінних (бартерних) операцій. Протягом багатьох років автономія за обсягами зовнішньоторгівельних операцій має позитивне сальдо.
Із 1999 року в Криму спостерігається тенденція збільшення обсягів зовнішньоторгівельного обороту товарів та послуг.
Сьогодні Крим входить до десятки регіонів України, де найбільш активно залучаються іноземні інвестиції. Частка прямих іноземних інвестицій республіки в загальному обсязі по Україні становить 3,8 %.
- У товарній структурі експорту за останні роки переважали барвники та пігменти, продукти неорганічної хімії, вироби з чорних металів, чорні метали, мідь та вироби з неї, електричні машини, механічні машини та устаткування.
- У товарній структурі імпорту товарів основна частина — це машини та устаткування, засоби наземного транспорту, плавучі засоби, пластмаси та вироби з них, вироби з чорних металів, прилади та апарати.

Крим залишається (у межах держави) вагомим експортером продукції хімічної промисловості — барвників, продуктів неорганічної хімії, а також постачальником риби та рибопродуктів, електричних машин.
Найзначнішими експортерами на сьогодні залишаються:
- ВАТ «Кримський содовий завод»
- ДАК «Титан»
- ВАТ «Бром»
- ВАТ "Фірма «СЕЛМА»
- Фірма «Союз-ВІКТАН» ЛТД
- ВАО «Масандра».

Експорт товарів здійснювали понад 270 підприємств Криму, по імпорту одержали товари понад 410 підприємств.
Найбільші обсяги експортних постачань здійснюються в Російську Федерацію, США, Туреччину, Австрію.
Значне місце в зовнішньоторгівельному обороті республіки займає експорт послуг. Основними підприємствами-експортерами послуг, як і раніше, залишаються Керченський, Ялтинський та Феодосійський морські порти, установи курортно-туристичної сфери. Слід відзначити, що транспортні послуги значно перевищують експорт послуг індустрії туризму і відпочинку.
Зовнішню торгівлю послугами здійснювали 267 підприємств Криму з партнерами зі 132 країн світу. Основним торговим партнером, як і раніше, залишається Російська Федерація, на долю якої приходиться близько 40 % усього зовнішньоторгівельного обороту послуг Автономної Республіки Крим.
За оцінками першого Президента України Л.Кравчука Україна за роки незалежності з 1991 р. вклала в Крим близько 100 млрд. дол. США

## Економіка після анексії Росією
В результаті анексії Росією у березні 2014 року зірвано курортний і посівний сезон в Криму
В Ялті, Сімферополі і Севастополі припинили діяльність заклади швидкого харчування McDonald's.
Холдинг MTI, крупний дистриб'ютор комп'ютерної і оргтехніки, та володіє мережею магазинів взуття та одягу в Україні, закриває магазини брендового одягу Intertop в Криму.
Аеропорт Бельбек, розташований біля Севастополя не буде приймати міжнародні рейси, а буде обслуговувати виключно чартерні і бізнес-авіарейси.
267 відділень Приватбанку та 32 відділення Банку "Райффайзен" припинили свою роботу.
Загальне зростання виробництва за 2015 рік склало 12,4%. Кількість безробітних в порівнянні з початком року знизилася в 2,4 рази. Обсяг видобутку корисних копалин збільшився на 2,9% завдяки збільшенню обсягу будівельних робіт. За 2015 рік в Криму було введено в експлуатацію 249 тис. м2 житлової площі. Взагалі за 2015 рік було виконано будівельних робіт на сумму 2,3 млрд російських рублів.
У квітні 2016 року було підключено третю лінію енергомосту з Росії, що наблизило півострів до енергетичної незалежності від України.
У 2016 році виробництво в рибколгоспі ім. Першого Травня було проінвестовано компанією "Балтийский берег". Було відремонтовано холодильне обладнання. Зараз 90% продукції потрапляє на переробничі заводи компанії "Балтийский берег". Ведеться співробництво з кримськими та керченськими компаніями. Планується модернізація суден задля розширення географії вилову риби.
В травні 2016 року феодосійському заводу "Море" було замовлено будівництво ракетних кораблів нового покоління.